# Sukhoi (Rostov)
Sukhoi (en rus: Сухой) és un poble (una khútor) de l'óblast de Rostov, a Rússia, segons el cens rus del 2010 tenia 2.028 habitants.